# Pembrolizumab
Pembrolizumab es un anticuerpo monoclonal dirigido contra la proteína de superficie PD-1 (del inglés Programmed Cell Death 1), pertenece al grupo de fármacos inhibidores PD-1 y PD-L1. Se emplea como agente anticancerígeno. Su uso fue aprobado el 4 de septiembre de 2014 por la Administración de Alimentos y Medicamentos de Estados Unidos (FDA), para el tratamiento del melanoma en fase avanzada. Posteriormente sus indicaciones se han ampliado al tratamiento del carcinoma pulmonar no microcítico y otros tipos de cáncer con determinadas características específicas.

## Indicaciones
- Tratamiento del adenocarcinoma gástrico localmente avanzado irresecable o metastásico.[3]
- Tratamiento del del carcinoma de células escamosas de cabeza y cuello metastásico o recurrente.[3]
- Tratamiento del cáncer de cuello de útero persistente, recurrente o metástásico.[3]
- Tratamiento del carcinoma urotelial localmente avanzado o metastásico.[3]
- Tratamiento del carcinoma de vías biliares localmente avanzado irresecable o metastásico.[3]
- Tratamiento del carcinoma pulmonar no microcítico localmente avanzado o metastásico.[3]
- Tratamiento del cáncer de mama triple negativo, recurrente, irresecable o metastásico.[3]
- Tratamiento del carcinoma de esófago localmente avanzado irresecable o metastásico.[3]
- Tratamiento del cáncer de endometrio avanzado o recurrente.[3]
- Tratamiento del cáncer colorrectal irresecable o metastásico.[3]
- Tratamiento del melanoma avanzado (irresecable o metastásico).[3]

## Mecanismo de acción

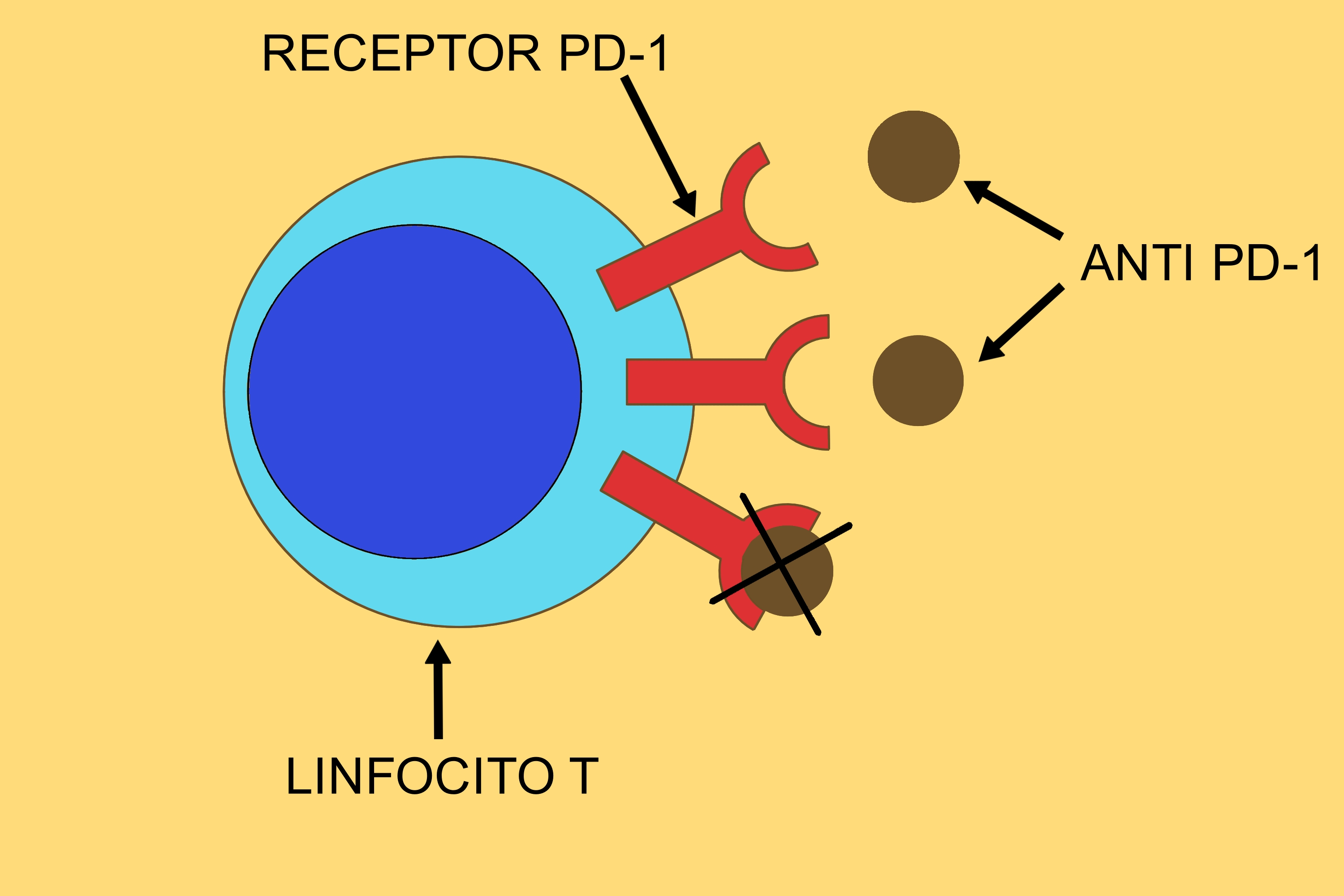

Pembrolizumab es un anticuerpo terapéutico que bloquea el receptor celular PD-1. Este receptor es el responsable de la inhibición de la respuesta inmune contra las células cancerígenas. En condiciones normales el receptor es necesario para evitar una respuesta de autoinmunidad contra las células propias, sin embargo en los pacientes con cáncer el bloqueo del receptor PD-1 permite al sistema inmune reconocer y destruir a las células malignas.

## Efectos secundarios
Algunos de los efectos secundarios más frecuentes que pueden presentarse tras la utilización de este fármaco son: prurito, rash cutáneo, náuseas, tos, estreñimiento, dolor articular, diarrea y pérdida de apetito. Otros efectos secundarios más raros mediados por mecanismo inmune son neumonitis, hipofisitis, tiroiditis, pancreatitis y hepatitis.